# Якерсон, Семён Мордухович
Семён Мо́рдухович Якерсо́н (род. 4 августа 1956, Ленинград) — советский и российский востоковед-гебраист, книговед, специалист по средневековым еврейским рукописям и инкунабулам.

## Биография
Родился в Ленинграде в семье историка Мордуха Симоновича (Матвея Семёновича) Якерсона (1919—2000), доцента кафедры культурно-просветительной работы Ленинградского института культуры, участника Великой Отечественной войны. Мать, Свира Шмулевна (Эсфирь Самойловна) Израилит (1923—2008), японист по профессии, работала преподавателем русского языка иностранным студентам в Ленинградском политехническом институте.
В 1973—1977 годах учился в Ленинградском государственном институте культуры имени Н. К. Крупской по специальности «библиотековедение и библиография». В 1977—1979 годах проходил воинскую службу в танковых войсках, после демобилизации поступил на работу в библиотеку Академии Наук СССР, где занимался обработкой и каталогизацией фонда еврейских книг. Окончил экстерном курсы семитских языков (древнееврейского и арамейского) и еврейской средневековой литературы на восточном факультете ЛГУ.
В 1989 году защитил диссертацию на соискание учёной степени кандидата филологических наук по теме «Инкунабулы на семитских языках (древнееврейском и арамейском) и их место в европейской книжной культуре XV века» (специальность «книговедение») и в 1990 году был зачислен старшим лаборантом Сектора Ближнего Востока в Ленинградское отделение Института востоковедения АН СССР. В 2005 году защитил докторскую диссертацию по теме «Еврейская рукописная и первопечатная книга X—XV вв. как историко-культурный источник» (специальность «историография, источниковедение и методы исторического исследования»). С 2022 года живёт в Израиле.

## Научная деятельность
Доктор исторических наук (2005) профессор С. М. Якерсон с сентября 2011 г. По май 2020 являлся заведующим кафедры семитологии и гебраистики восточного факультета СПбГУ. Главный научный сотрудник до июля 2022 г. ИВР РАН.
Читал лекции в ряде академических организаций мира, включая Библиотеку Пенсильванского университета в Филадельфии, Библиотеку Конгресса США, Сорбонну. Занимается еврейской музеологией, работал куратором коллекции иудаики в Российском этнографическом музее.
В работе Catalogue of Hebrew Incunabula from the Collection of the Library of the Jewish Theological Seminary of America описал крупнейшую коллекцию еврейских книг, набранных при помощи подвижных литер до 1501 года. Ответственный редактор серии «Наследие Соломона Маймона» в издательстве «Текст—Книжники».
Публиковал научные работы на русском, английском, иврите, нидерландском, французском языках.
Заведовал кафедрой СПбГу с 2011 по 2020 и был главным научным сотрудником Институтa восточных рукописей РАН по май 2022.

## Семья
Дочери:
- Дина Якерсон (род. 1983) — израильский искусствовед и художник[11][12].
- Мария Якерсон (род. 1994) — математик (Национальный центр научных исследований, Париж); диссертацию доктора философии по математике защитила под руководством Марка Левина[англ.] в Университете Дуйсбурга — Эссена (2019)[13].

## Достижения
- Первая Почетная медаль Евроазиатского еврейского конгресса «За заслуги перед еврейским народом» (2005).
- Анциферовская премия в номинации «за лучшую научно-исcледовательскую работу о Петербурге (2007—2009 гг.)» за альбом «Еврейские сокровища Петербурга. Свитки, кодексы, документы» (СПб., 2008).
- Премия имени Мордехая, Нессии и Бецалэля Наркисса за выдающиеся достижения в области изучения еврейского искусства. (Иерусалим, 13.12.2023).